# Австрийска социална служба
Организацията на Австрийската социална служба предлага възможността 9-месечната задължителна цивилна служба за австрийци (или алтернативна военна служба) да бъде заменена с 12-месечна дейност в чужбина. Австрийската социална служба е част от Австрийската цивилна служба в чужбина, основана от д-р Андреас Майслингер през 1998 г.
Социалната служба може да се отслужи в различни области и има за цел да подпомага социалното и икономическо развитие на съответната държава. Австрийската социална служба разполага с 32 различни месторазположения и 69 места (в началото на 2004 г.) Това я прави най-голямата организация за служба в чужбина. Социалната служба се изпълнява в рамките на проекти за икономическото и социално развитие на съответните страни и има центрове в 22 държави на 4 континента с различни задачи и цели.
Може да бъде отслужена в 3 области:
- социална
- възпоменателна
- миротворна

Служещите работят по различни проекти, например свързани с подобряването на качеството на питейната вода в неразвитите страни или подпомагането на бездомни деца. Някои от проектите на социалната служба за подкрепа са за образователни програми, домове за възрастни и инвалиди, както и подкрепа за хомосексуални. В страни от Третия свят се организират проекти за околната среда и развитието.